# Indie Fund
Indie Fund é um programa de suporte para desenvolvedores de jogos eletrônicos independentes. O programa foi lançado em 2010, pelas desenvolvedoras independentes 2D Boy, Number None e a Thatgamecompany, e visa tanto o financiamento, quanto a ajuda em procurar uma publicadora de jogos eletrônicos.
Atualmente, o Indie Fund financia quatro projetos: Monaco (Pocketwatch Games), Shadow Physics (Enemy Airship), QUBE (Toxic Games) e Dear Esther.

## Ligações Externas
Site oficial do Indie Fund